# Луи Фердинанд Прусский
Луи Фердинанд Виктор Эдуард Альберт Михаэль Губерт Прусский (нем. Louis Ferdinand Viktor Eduard Albert Michael Hubertus von Preußen; 9 ноября 1907, Потсдам, Германская империя — 26 сентября 1994, Бремен, Германия) — прусский принц, глава прусского королевского дома Гогенцоллернов (1951—1994), претендент на германский и прусский престол, бизнесмен и меценат.

## Биография
На момент рождения Луи Фердинанд был третьим из наследников германского престола: первым являлся его отец кронпринц Вильгельм, вторым — его старший брат Вильгельм. В 1918 году монархия пала после Ноябрьской революции. В 1933 году ради заключения морганатического брака от своих прав на трон отказался брат Луи Фердинанда, позже погибший во Франции в 1940 году. Таким образом, после смерти деда и отца Луи Фердинанд стал следующим претендентом.
Луи Фердинанд получил образование в Берлине и нарушил семейную традицию, так как не продолжил военную карьеру. Он много путешествовал и на некоторое время обосновался в Детройте, где поддержал Генри Форда и познакомился среди прочих с Франклином Рузвельтом. Он заинтересовался инженерным делом. После отзыва из США из-за отречения старшего брата был вовлечён в немецкую авиационную промышленность. Гитлер запретил ему участие в боевых действиях. После этого Луи Фердинанд отмежевался от нацистов. Он не был вовлечён в антигитлеровский заговор 20 июля 1944 года, но подвергся допросу гестапо.
В 1938 году Луи Фердинанд женился на великой княжне Кире Кирилловне, второй дочери великого князя Кирилла Владимировича и великой княгини Виктории Фёдоровны (Виктории-Мелиты Саксен-Кобург-Готской). У Луи Фердинанда и Киры Кирилловны родилось четыре сына и три дочери.
После объединения Германии Луи Фердинанд добился перезахоронения некоторых Гогенцоллернов в имперском склепе Потсдама.

## Потомки
- Фридрих Вильгельм Прусский (10 февраля 1939 — 29 сентября 2015) — отказался от прав на прусский престол, трижды женат, четверо детей
- Михаэль Прусский (22 марта 1940 — 3 апреля 2014) — отказался от прав на прусский престол и заключил морганатический брак, две дочери
- Мария Цецилия Прусская[нидерл.] (род. 28 мая 1942 года) — с 1965 по 1989 гг. состояла в браке с герцогом Фридрихом Августом Ольденбургским, трое детей
- Кира Прусская[нем.] (27 июня 1943 — 10 января 2004), один сын
- Луи Фердинанд-младший (25 августа 1944 — 11 июля 1977), погиб на военных манёврах; и следующим наследником стал его сын Георг Фридрих, рождённый в браке с графиней Донатой Кастель-Рюденхаузен (1950—2015), двое детей
- Кристиан-Сигизмунд Прусский (род. 14 марта 1946), двое детей
- Ксения Прусская (9 декабря 1949 — 18 января 1992), двое детей